# Bernhard Eschenburg (Pastor)
Bernhard Eschenburg, eigentlich Berend Eschenburg (* 10. Januar 1762 in Lübeck; † 30. September 1832 ebenda) war ein deutscher evangelisch-lutherischer Geistlicher.

## Leben

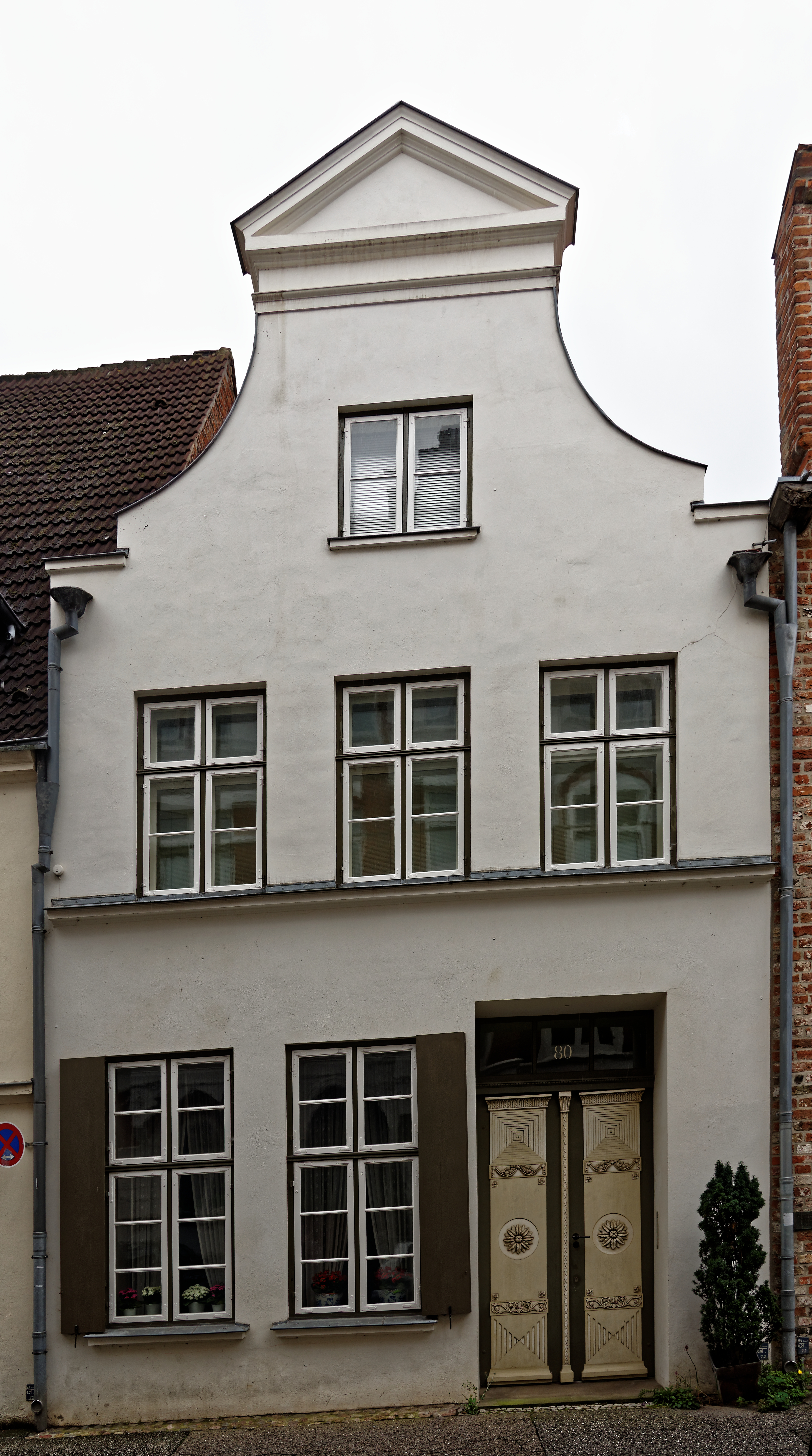
Hundestraße 80, das Elternhaus von Bernhard Eschenburg

Bernhard Eschenburg entstammte einer in Lübeck seit dem 15. Jahrhundert ansässigen Familie von Rotlöschern (spezialisierten Gerbern). Der vierte Sohn des Rotlöschers und Lederhändlers Daniel Hinrich Eschenburg (1725–1797) und dessen Frau Engel Catharina Thöl (1722–1794) war der erste der Familie, dem ein Studium möglich war. Nach dem Besuch des Katharineums studierte er, unterstützt durch Stipendien, von 1781 bis 1785 Evangelische Theologie an der Universität Jena. Er begann eine groß angelegte Geschichte der christlichen Predigt, von der er jedoch nur 1785 den ersten Band veröffentlichte. Im selben Jahr kehrte er nach Lübeck zurück und wurde Kandidat des Geistlichen Ministeriums. 1792 wurde er zum Prediger an der Jakobikirche berufen. Nach dem Tod von Gottlieb Arnold Becker (1764–1829) wurde er 1830 (Haupt)pastor der Jakobikirche, starb jedoch schon zwei Jahre später.

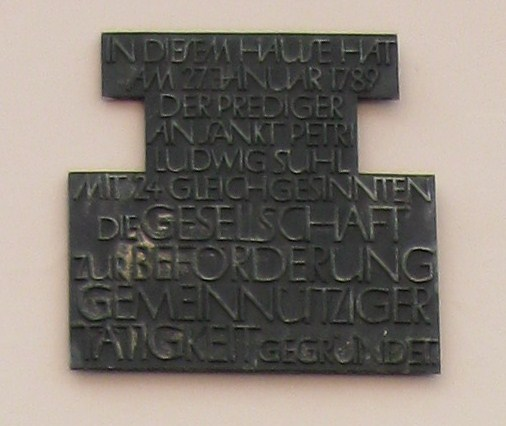
Erinnerungstafel an die Gründung der Gesellschaft zur Beförderung gemeinnütziger Tätigkeit, Großen Petersgrube 27

1789 war Eschenburg einer der 24 Gründungsmitglieder der Gesellschaft zur Beförderung gemeinnütziger Tätigkeit.
Bernhard Eschenburg war zunächst seit 1795 verheiratet mit Maria Margarethe, geb. Nobiling aus Hamburg, die jedoch schon im Jahr darauf kurz nach der Geburt des ersten Kindes starb. In zweiter Ehe heiratete er 1799 Maria Dorothea Havemann, die einzige Tochter (und Erbin) des Holzhändlers Jost Hinrich Havemann. Der Sohn aus erster Ehe Heinrich Wilhelm (1795–1832) wurde Pastor in Travemünde. Die beiden Söhne aus zweiter Ehe Georg Bernhard und Johann Daniel begründeten die beiden Lübecker Familienzweige:
- Johann Daniel Eschenburg (1809–1884), Senator und Kaufmann in Lübeck, Inhaber der Firma Jost Hinrich Havemann & Sohn
  - Herrmann Eschenburg (1844–1920), Kaufmann, Senator und Bürgermeister der Hansestadt Lübeck, Inhaber der Firma Jost Hinrich Havemann & Sohn
    - Hermann Eschenburg (1872–1954), Kaufmann und Präses der Handelskammer Lübeck, Inhaber der Firma Jost Hinrich Havemann & Sohn
    - Karl Eschenburg (1877–1943), Gutsbesitzer und Ministerpräsident des Freistaats Mecklenburg-Schwerin

  - Bertha Eschenburg (1846–1926), ⚭ 1865 mit Hermann Wilhelm Fehling, Kuk-Konsul und Kaufmann in Lübeck, nationalliberaler Reichstagsabgeordneter der Stadt
  - August Eschenburg (1848–1910), preußischer Offizier, zuletzt Generalmajor
- Georg Bernhard Eschenburg (1811–1886), Praktischer Arzt in Lübeck, Leiter der Lübecker Heilanstalt 1838–1888
  - Bernhard Eschenburg (1843–1931), Philologe, Oberlehrer am Katharineum zu Lübeck
  - Johann Georg Eschenburg (1844–1936), Jurist, Senatssekretär, Senator und Regierender Bürgermeister der Hansestadt Lübeck
    - Theodor Eschenburg (1876–1968), Seeoffizier, Kommandant der Vulkan, Konteradmiral der Reichsmarine und Generaladjudant Kaiser Wilhelm II. im niederländischen Exil
      - Theodor Eschenburg (1904–1999), Politikwissenschaftler und Politiker, Hochschullehrer in Tübingen

  - Theodor Eschenburg (1853–1921), Mediziner

## Stammbuch
Bernhard Eschenburgs zweibändiges Stammbuch mit Eintragungen und Silhouetten aus den Jahren 1781 bis 1790 ist erhalten und befindet sich seit den 1930er Jahren (mit einer auslagerungsbedingten Unterbrechung von 1945 bis 1989) als Geschenk der Familie in der Stadtbibliothek Lübeck. Seit 2024 ist es auch digitalisiert zugänglich.
In ihm finden sich Einträge aus Weimar von Johann Gottfried Herder und Johann Michael Heinze sowie Jenaer Professoren wie Christian Wilhelm Oemler, Johann Jakob Griesbach, Johann Christoph Döderlein, Christian Gottfried Schütz und der Anatom Justus Christian Loder.

## Werke
- Versuch einer Geschichte der öffentlichen Religionsvorträge in der griechischen und in der lateinischen Kirche von den Zeiten Christi bis zur Reformation.

Band 1: Von Christo bis Chrysostomus und Augustin. Jena 1785 (mehr nicht erschienen)